# دژ شیشه‌ای
دژ شیشه‌ای (بهانگلیسی: Castle of Glass) نام یک ترانه از گروه راک آمریکایی، لینکین پارک است. این ترانه توسط مایک شینودا و ریک روبین تهیه شده‌است.

## موزیک ویدئو

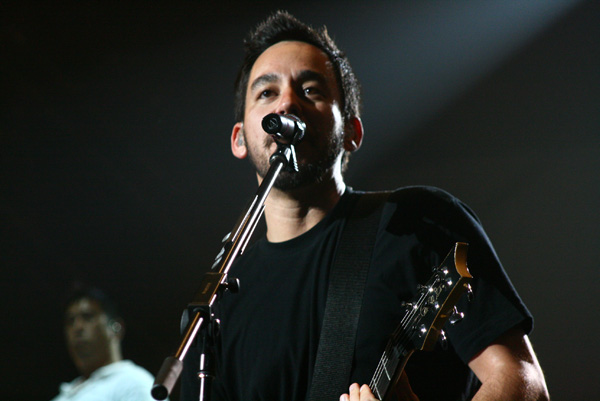
مایک شینودا درحال اجرای ترانه به‌صورت زنده

موزیک ویدئوی این ترانه توسط لینکین پارک منتشر شد؛ ویدئویی برای دژ شیشه‌ای در تاریخ ۱ اوت ۲۰۱۲ ثبت شد و شامل نماهایی از مدال افتخار: جنگجو بازی اول شخص است. در ۱۰ اکتبر سال ۲۰۱۲ در کانال یوتیوب لینکین پارک نیز منتشر شد. این نماهنگ پسر کم سن‌وسالی را نشان می‌دهد که پدرش در جنگ کشته شده‌است؛ شخصی که خبر را آورده و مادر پسر تلاش می‌کنند او را آرام کنند، گروه لینکین پارک نیز کمی بعد (در محاصره شیشه‌ها و خطرات) به همان مکان می‌آید. به‌صورت کلی، این نماهنگ به تأثیرات جنگ و خطرات آن برای خانواده‌های درگیران جنگ (مخصوصاً سربازان و کشته‌شدگان) می‌پردازد.
بخش‌هایی که گروه وارد صحنه می‌شوند از طریق کروماکی فیلم‌برداری شده‌اند.

## دست‌اندرکاران
- چستر بنینگتون - خواننده اصلی
- مایک شینودا - خواننده اصلی، گیتار الکتریک، رشته‌ها، بوق‌ها
- براد دلسون - گیتار آکوستیک
- دیوید مایکل فارل - باس
- رابر بوردون - درام، ساز کوبه‌ای
- جو هان - سینت سایزر، نمونه‌برداری، برنامه‌ریزی موسیقی